# Kyndall Dykes
Kyndall Dykes (New Orleans, 12 novembre 1987) è un cestista statunitense naturalizzato palestinese, professionista in Europa.

## Carriera
Dopo aver passato gli anni del college tra Navarro e University of New Orleans (15,3 punti di media), firma in Romania con il U-Cluj, dove rimane tre anni e con cui vince il campionato nel 2011. Il 28 giugno 2012 viene annunciato il suo accordo con gli ucraini dell'Hoverla, con cui tiene una media di oltre 17 punti a partita. L'anno successivo rimane in Ucraina, passando al Politekhnika-Halychyna, squadra che però lascia il 5 marzo 2014, nonostante i 16,24 punti di media. Inizia la stagione successiva con l'Hapoel Gilboa Galil Elyon, ma dopo sole 7 partite, a dicembre, rescinde il contratto e torna in Romania con il Mureș fino al termine del campionato. Le due stagioni successive fa ritorno al Cluj, con cui vince un altro campionato nel 2017 ed esordisce sempre con ottime medie, nella FIBA Eurocup. Il 26 luglio 2017 approda nella Serie A2 italiana con l'Amici Pallacanestro Udinese, sostituendo T.J. Price.

## Palmarès
- Campionato rumeno: 2

U-Cluj: 2011, 2017
- Campionato libico: 1

Al-Ahly Bengasi: 2023